# Pogonocherus sieversi
Pogonocherus sieversi là một loài bọ cánh cứng trong họ Cerambycidae.